# Ren Cuo
Ren Cuo (kinesiska: 日吾错) är en sjö i Kina. Den ligger i den autonoma regionen Tibet, i den sydvästra delen av landet, omkring 550 kilometer öster om regionhuvudstaden Lhasa. Ren Cuo ligger 4 438 meter över havet. Arean är 3,8 kvadratkilometer. Trakten runt Ren Cuo består i huvudsak av gräsmarker. Den sträcker sig 3,2 kilometer i nord-sydlig riktning, och 2,2 kilometer i öst-västlig riktning.
Genomsnittlig årsnederbörd är 846 millimeter. Den regnigaste månaden är juli, med i genomsnitt 132 mm nederbörd, och den torraste är december, med 3 mm nederbörd.